# Harold Lloyd
Harold Lloyd (20. april 1893 – 8. marts 1971) var en amerikansk skuespiller. Lloyd var (med Charlie Chaplin og Buster Keaton) en af de tre store stumfilmkomikere i 1920'erne. Han vandt en Æres-Oscar i 1952.

## Film
- Safety Last! (1923)
- Girl Shy (1924)
- The Freshman (1925)
- The Kid Brother (1927)
- Speedy (1928)
- The Sin of Harold Diddlebock (1947)